# Veľká Čalomija
Veľká Čalomija (in ungherese Nagycsalomja) è un comune della Slovacchia facente parte del distretto di Veľký Krtíš, nella regione di Banská Bystrica.